# Kabul (fiume)

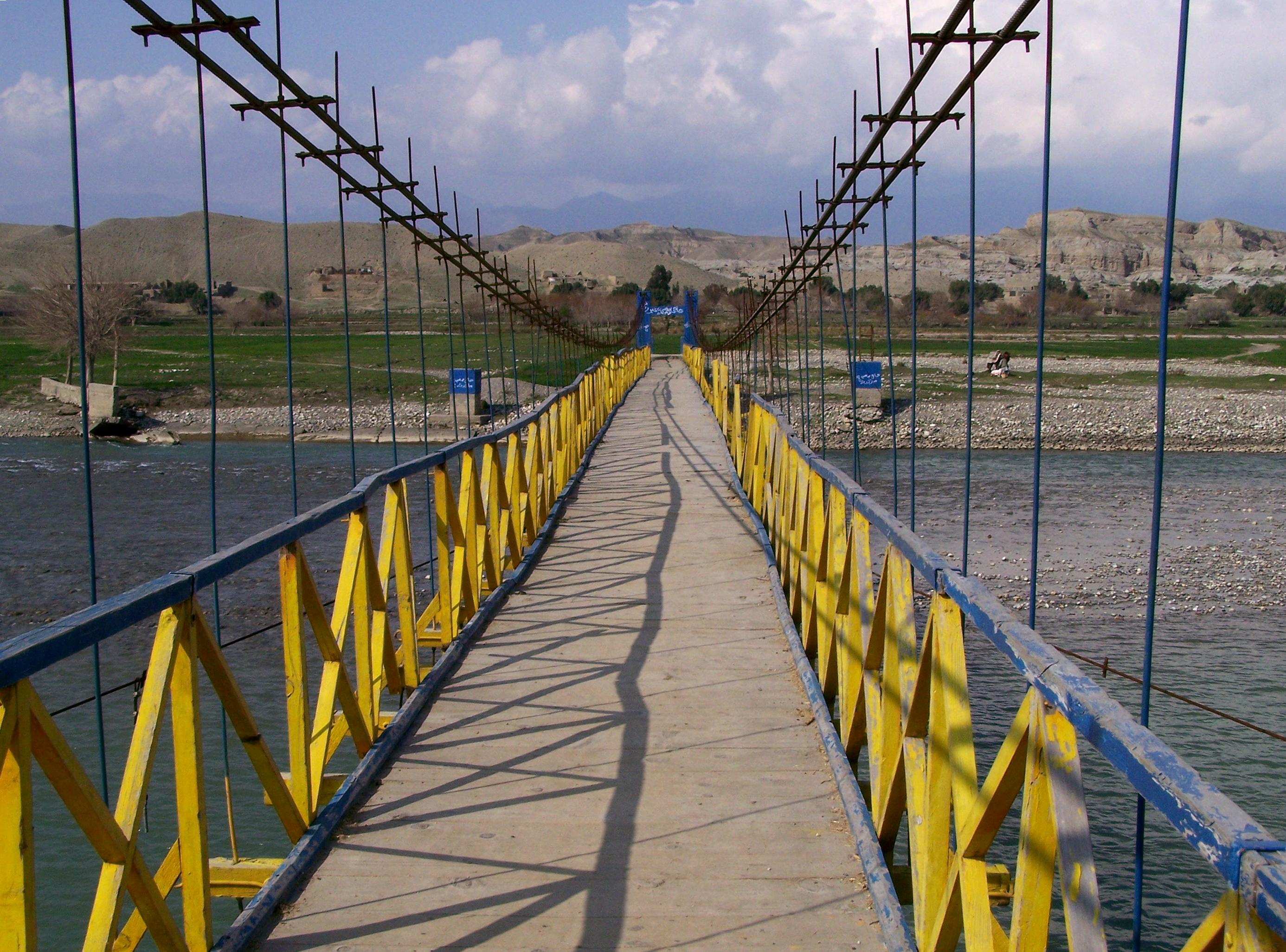
Ponte sul fiume Kabul

Il Kabul (sanscrito: Kubhā ; in greco antico: Κωφήν ?,  Kophén; in arabo نهر كابول ‎?, Nahr Kabul) è un fiume dell'Asia che nasce dalle propaggini delle montagne dell'Indu Kush e che dopo aver attraversato la valle che porta lo stesso nome e bagnato le città di Kabul e Jalalabad passa nel territorio del Pakistan nei pressi del passo di Khyber dove confluisce nell'Indo nei pressi della città di Nowshera.